# Anna Matysiak (poetka)
Anna Matysiak (ur. 1967) – polska poetka i wydawczyni.
Absolwentka Wydziału Polonistyki Uniwersytetu Warszawskiego. Autorka sześciu książek poetyckich oraz monografii i zbioru małych próz. Laureatka Literackiej Nagrody Warmii i Mazur. Właścicielka Wydawnictwa Convivo wydającego głównie książki poetyckie oraz eseje.

## Twórczość
poezja:
- Czułość liter (2015)
- Źrebię Heraklita (2017)
- Tyle nieznanych Ryb (Convivo, Warszawa 2018)
- Tiergarten (Dom Literatury w Łodzi, Stowarzyszenie Pisarzy Polskich Oddział w Łodzi, Łódź 2019)[5]
- Wsobne maszynki (Dom Literatury w Łodzi, Stowarzyszenie Pisarzy Polskich Oddział w Łodzi, Łódź 2020)[6]
- Na setkach wioseł (Convivo, Warszawa 2021)

proza: 
- Spacja. Notatnik redaktorki (Oficyna Wydawnicza Volumen, Warszawa 2019)

monografia:
- Między regionalizmem a uniwersalizmem. O poezji Erwina Kruka (Wydawnictwo Naukowe Semper, Warszawa 2001)

## Nagrody i nominacje
- 2019: Literacka Nagroda Warmii i Mazur „Wawrzyn” za tom Tyle nieznanych Ryb[3]
- 2019: nominacja do Orfeusza Mazurskiego za tom Tyle nieznanych Ryb[7]
- 2020: nominacja do Nagrody Poetyckiej im. Kazimierza Hoffmana „Kos” za tom Tiergarten[8]